# Za Białką
Za Białką – osada leśna w Polsce, położona w województwie małopolskim, w powiecie krakowskim, w gminie Krzeszowice w Puszczy Dulowskiej.
Właścicielem jest Nadleśnictwo Krzeszowice. Dawniej należała do leśnictwa Białka. Obecnie należy do leśnictwa Czerna. Współczesne budynki powstały w latach 70. XX w. na miejscu wcześniejszej drewnianej zabudowy osady leśnej.
W latach 1975–1998 osada administracyjnie należała do województwa miejskiego krakowskiego.